# Atlantropa

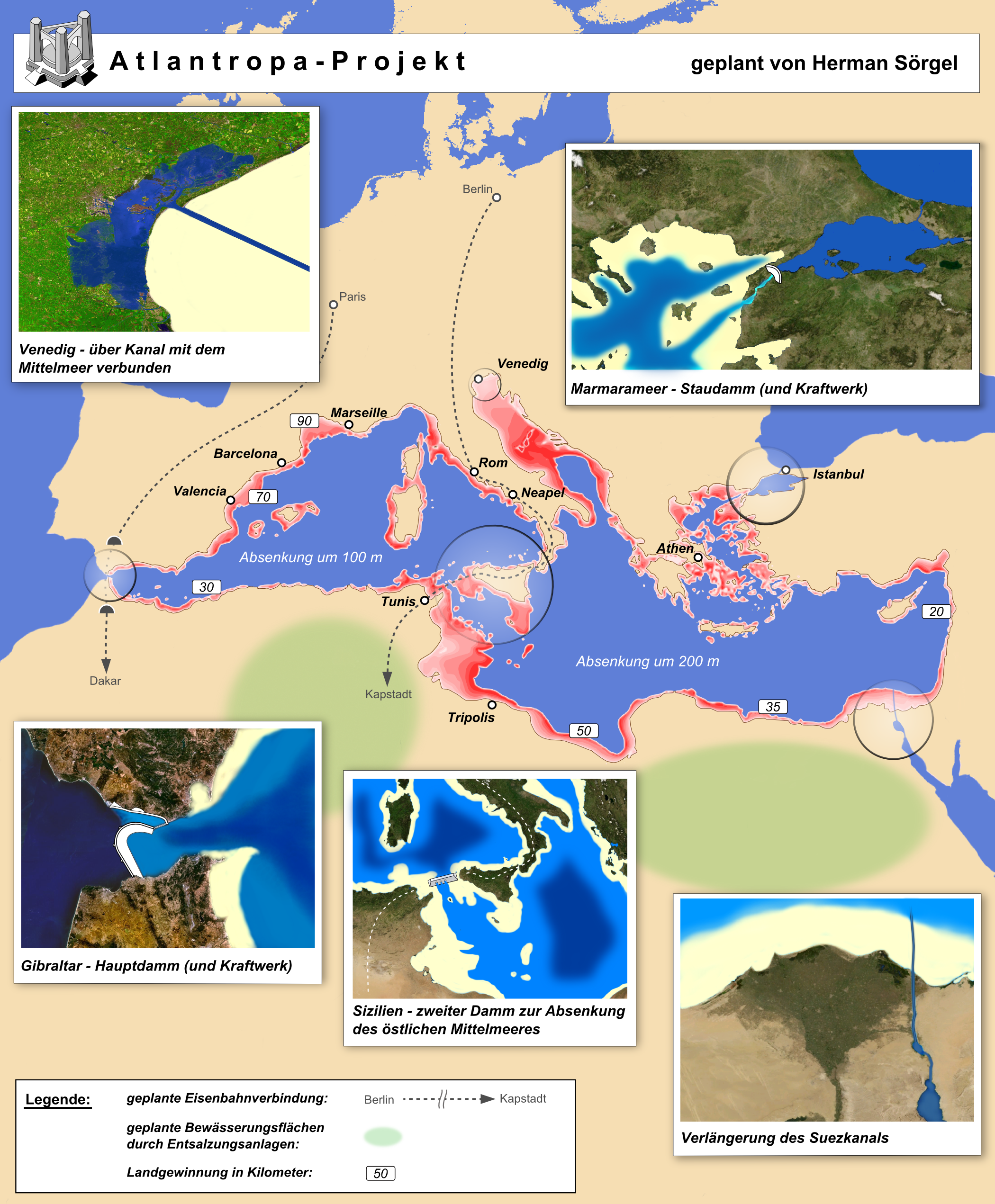
Mapa Atlantropy

Atlantropa – utopijna wizja niemieckiego architekta Hermana Sörgela, który w pierwszej połowie XX wieku zamierzał doprowadzić do budowy nowego kontynentu zamieszkiwanego przez Europejczyków.
Sörgel chciał przegrodzić Cieśninę Gibraltarską, aby obniżyć poziom Morza Śródziemnego (a w razie konieczności nawet je osuszyć) oraz skolonizować na nowo ogromne obszary Afryki pod względem ekonomicznym oraz gospodarczym. Jednym z założeń Atlantropy była zamiana ogromnych połaci Sahary na ziemie uprawne. Realizacja tej utopii miała rozwiązać problemy ekonomiczne, energetyczne, polityczne, a także demograficzne Europy.
Niemiecki architekt zaproponował osuszenie Morza Śródziemnego już po I wojnie światowej, ale projekt nie zyskał poparcia w nazistowskich Niemczech. Po II wojnie światowej Sörgel stworzył sieć biur pracujących nad projektem. Funkcjonowały one do jego śmierci w 1952 r. Twórca utopijnej idei nie miał należytej wiedzy z zakresu nauk przyrodniczych, która pozwalałaby mu przewidzieć katastrofalne dla całego globu skutki osuszenia morza i budowy tamy na Gibraltarze.
W 2005 r. powstał film dokumentalny o utopijnej koncepcji Hermana Sörgela pt.: Atlantropa. The Dream of a New Continent (pol. Atlantropa. Kontynent ze snów).